# Фицпатрик, Томас (пилот)
То́мас Фицпа́трик (англ. Thomas Fitzpatrick; прозвище — Tommy Fitz; 1930—2009) — американский пилот, дважды приземлявшийся на улицах Нью-Йорка.

## Биография
Томас Фицпатрик родился в 1930 году в США, в ирландской семье.
Служил морским пехотинцем, во время корейской войны был ранен и затем награждён медалью Пурпурное сердце. Был женат, в семье выросло трое сыновей. Имел лицензию пилота.
30 сентября 1956 года двадцатишестилетний Фицпатрик находился в одном из нью-йоркских баров. Изрядно выпив, он заключил пари, что сможет добраться из штата Нью-Джерси в Нью-Йорк за 15 минут. После этого он отправился в Нью-Джерси, где рано утром угнал из школы воздухоплавания Teterboro School of Aeronautics в аэропорту Тетерборо лёгкий самолёт и, без использования сигнальных огней и радиосвязи долетел до Нью-Йорка, где приземлился рядом с St. Nicholas Avenue на 191st Street, недалеко от бара, где было заключено пари. За этот незаконный полёт Фицпатрик был оштрафован на 100 долларов, так как владелец самолёта отказался выдвигать против него обвинения.
Спустя два года, в 1958 году, находясь в другом баре, Фицпатрик рассказал об этой своей выходке, и когда тамошний бармен усомнился в правдивости рассказанной им истории, решил повторить свой «подвиг». Для этого он вновь отправился в Нью-Джерси, ночью 4 октября проник на территорию той же лётной школы, угнал самолёт, прилетел и приземлился на пересечении 187th Street и Десятой авеню (в то время Amsterdam Avenue) напротив Университета Иешива. За этот полёт судья John A. Mullen приговорил Фицпатрика к шести месяцам тюремного заключения.
Томас Фицпатрик умер 14 сентября 2009 года в Уэствуде, Нью-Джерси. В честь его выходки был назван алкогольный напиток «Поздний ночной полёт» (англ. Late Night Flight).